# Món đậu cao bồi

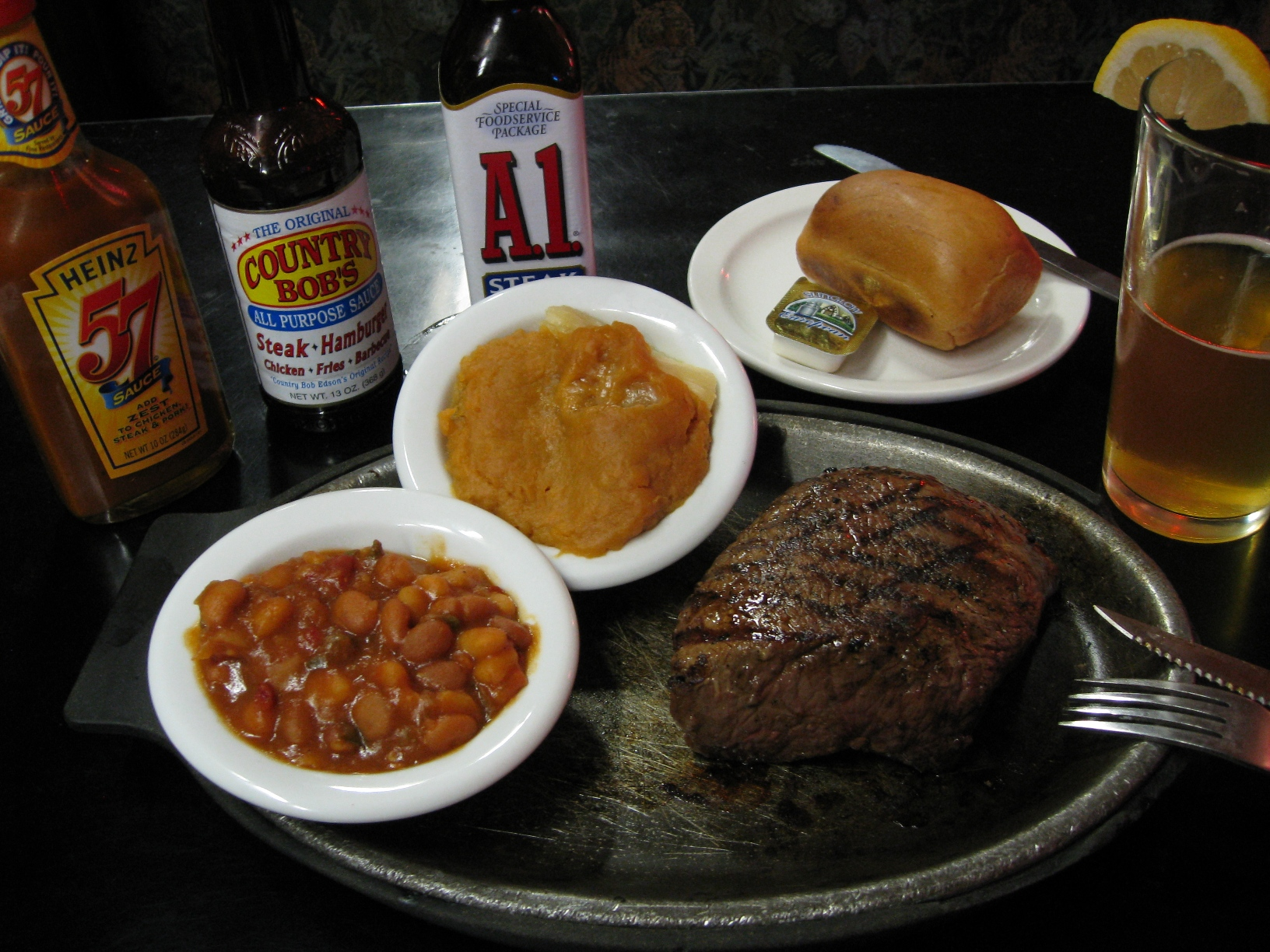
Món đậu cao bồi trong một bữa ăn

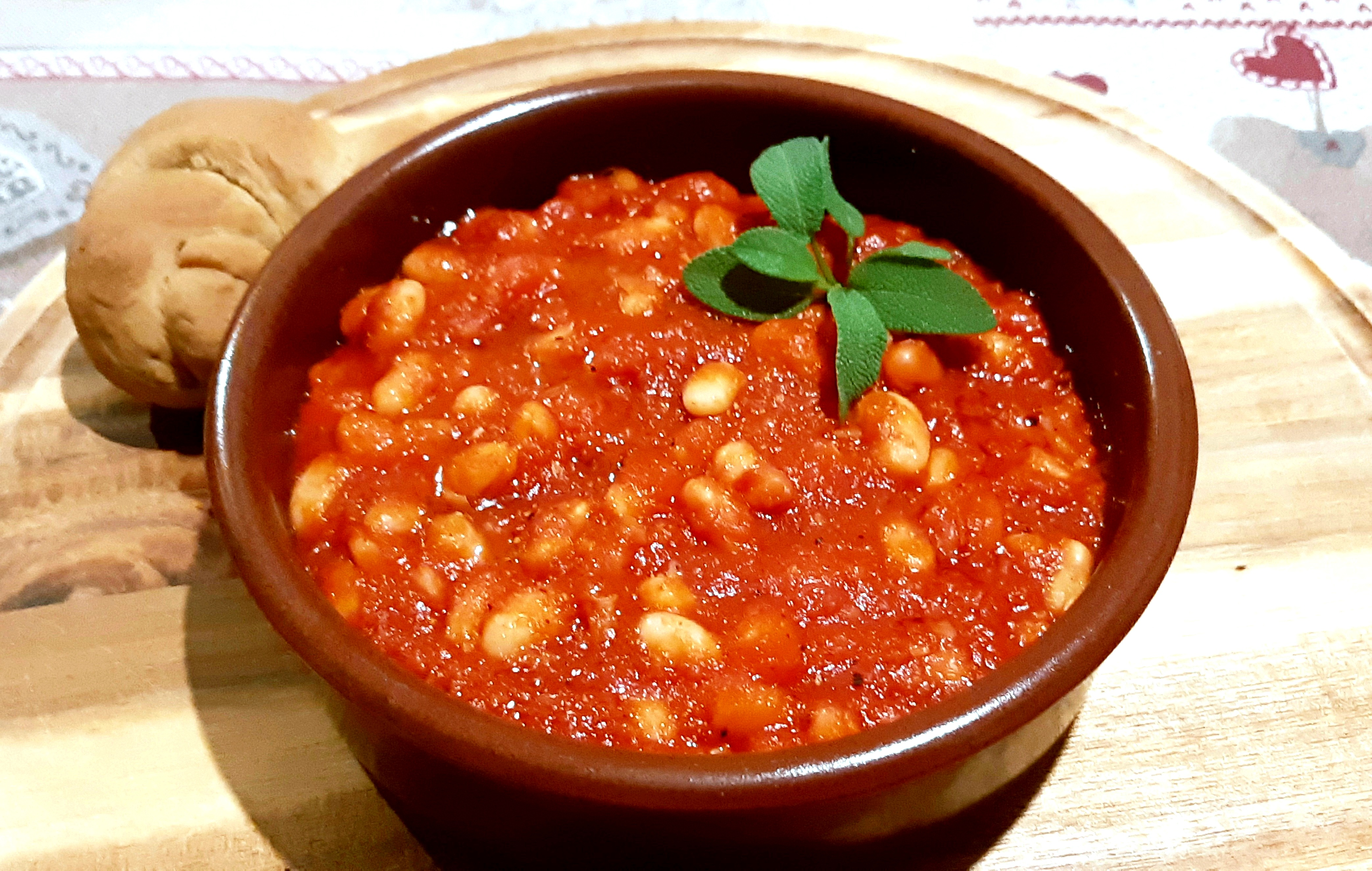
Fagioli cannellini

Món đậu cao bồi (tiếng Anh: Cowboy beans, còn được gọi là đậu chuckwagon) là một món đậu phổ biến ở Tây Nam Hoa Kỳ. Món ăn này bao gồm đậu pinto và thịt bò xay trong nước sốt vị ngọt và có mùi thơm tạo ra một hỗn hợp sền sệt. Món này cũng có thể sử dụng các loại thịt khác. Hương vị của món đậu cao bồi cũng tương tự như đậu nướng nhưng mang hơi hướng ẩm thực miền Tây Nam Hoa Kỳ. Mặc dù tên gọi của món này có xuất hiện chữ cao bồi (Cowboy), việc sử dụng đậu đóng hộp, nước sốt cà chua (ketchup) và nước sốt thịt nướng, có nghĩa là món ăn không giống bất cứ thứ gì mà những chủ trang trại Viễn Tây đã ăn trong thế kỷ 19. 
Món đậu cao bồi được phục vụ như một món hầm hoặc món nướng, tùy thuộc vào công thức nấu nướng. Không rõ món đậu cao bồi có tên như thế nào hoặc nguồn gốc của chúng ở đâu. Chúng rất dễ chuẩn bị và các biến thể của công thức có sẵn trên Internet, trong sách dạy nấu ăn và tạp chí nấu ăn. Món đậu cao bồi sử dụng nhiều nguyên liệu giống như sốt ớt với thịt với hương vị rất khác. Món đậu cao bồi là thực phẩm thiết yếu ở Texas. Trong văn hóa đại chúng, một cảnh quay kinh điển trong bộ phim Tên tôi là Trinity năm 1970 về bối cảnh miền Viễn Tây có cảnh nhân vật chính gã cao bồi Trinity ăn ngấu nghiến một nồi đậu nướng liên tưởng đến món đậu cao bồi ở Texas. Đây là dòng phim Viễn Tây Ý nên liên tưởng đến món Fagioli all'uccelletto.

## Thành phần
Một công thức món đậu cao bồi điển hình có thể bao gồm:
- Thịt lợn hầm đậu[5]
- Thịt bò xay[2]
- Bột hành tây
- Tiêu đen
- Nước sốt cà chua
- Nước xốt thịt quay
- Đường nâu
- Sữa
- Bột mì